# 八巻貴紀
八巻 貴紀（やまき たかのり、1992年11月8日 - ）は、日本の俳優。東京都出身。ブロッサムエンターテイメント所属。

## 人物
- 趣味は掃除、料理、裁縫、歌[1]。
- 特技は掃除、歌[1]。
- 得意なスポーツは野球、ゴルフ、水泳[1]。
- グレート・ピレニーズという犬種の犬を飼っており、YouTubeチャンネルやInstagramを開設している。名前は「ドレミ」。

## 出演

### 舞台
- 『線路は続くよ、何処までも。』（2015年10月21日 - 25日、劇場MOMO） - 梵一之輔 役[2][3]
- ミュージカルファンタジー『真夏の夜の夢～LOVE』（2015年8月18日 - 20日、ムーブ町屋） - ライサンダー 役[2][4]
- 東京二期会オペラ劇場『イル・トロヴァーレ』（2016年2月17日 - 21日、東京文化会館 大ホール）助演[2]
- ミュージカル『テニスの王子様』3rdシーズン - 樺地崇弘 役[5]
  - 青学vs氷帝（2016年7月14日 - 9月25日、TOKYO DOME CITY HALL 他）[6]
  - 青学vs六角（2016年12月22日 - 2017年2月12日、TOKYO DOME CITY HALL 他）[7]
  - TEAM Live HYŌTEI（2017年4月12日 - 23日、TOKYO DOME CITY HALL 他）[8]
  - コンサート Dream Live 2017（2017年5月26日 - 28日、横浜アリーナ）[9]
  - 全国大会 青学vs氷帝（2018年7月12日 - 9月24日、TOKYO DOME CITY HALL 他）[10]
  - 秋の大運動会 2019（2019年10月8日・9日、横浜アリーナ）[11]
  - コンサート Dream Live 2020（2020年5月31日、ぴあアリーナMM） ※公演中止[12][13]
- ダイヤのA The LIVE V（2017年9月7日 - 24日、新神戸オリエンタル劇場 他） - 原田雅功 役[14]
- 舞台「信長の野望・大志」 - 前田利家 役
  - 舞台「信長の野望・大志 -春の陣- 天下布武～金泥の首編～」（2018年5月17日 - 27日、CBGKシブゲキ!!）[15]
  - 舞台「信長の野望・大志 -冬の陣- 王道執行 ～騎虎の白塩編～」（2018年11月8日 - 12日、シアター1010）[16]
- 『家庭教師ヒットマンREBORN!』the STAGE - レヴィ・ア・タン 役
  - -vs VARIA partI-（2019年6月14日 - 30日、シアター1010 他）[17]
  - -vs VARIA partII-（2020年1月6日 - 19日、天王洲 銀河劇場 他）[18]
  - -隠し弾（SECRET BULLET）-（2020年11月7日 - 22日、天王洲 銀河劇場 他）[19]
  - -episode of FUTURE-  後編（2021年7月28日 - 8月1日、天王洲 銀河劇場）※映像出演[注釈 1][20]
- 脳内クラッシュ演劇『DRAMAtical Murder』（2019年12月20日 - 29日、品川プリンスホテル ステラボール） - ミンク 役[21]
- Flying Trip Vol.16「あいまいばかりの世界」（2020年6月24日 - 30日、こくみん共済 coop ホール/スペース・ゼロ）[22]
- ミュージカル「ロミオの青い空」（2022年3月31日 - 4月3日、東京建物 Brillia HALL） - ベナリーボ 役[23]
- 舞台『ブラッディ+メアリー』（2024年1月26日 - 2月4日、こくみん共済 coop ホール/スペース・ゼロ） - 結城忍 役[24][25]

### テレビドラマ
- ハンサムセンキョ（2020年、テレビ神奈川） - 梔子・ミレー 役[26][27]

### イベント
- 2.5次元フェス（仮）（2016年12月4日、幕張メッセ 11ホール）[28]
- ミュージカル『テニスの王子様』15周年記念 テニミュ文化祭（2018年11月23日・24日、池袋・サンシャインシティ ワールドインポートマートビル4階 展示ホールA）[29][30]
- ミュージカル『テニスの王子様』3rdシーズン Thank-you Festival 2020（2020年2月29日、カルッツかわさき ホール）[31][32]

### 配信
- ミュージカル『テニスの王子様』Dream Stream（2020年11月15日 - 21日、SUPERLIVE by OPENREC） - 樺地崇弘 役[33]
- ドラマ『ハンサムセンキョ』新光市民 感謝祭 2021～君の一票が歌声に変わる～（2021年2月7日、ZAIKO）[注釈 2][34]